# Mensagem
Mensagem, (en español, Mensaje) es un libro del poeta portugués Fernando Pessoa, aparecido en 1934.

## Temática y características
Mensagem es el único libro escrito en lengua portuguesa por su autor publicado en vida. Se trata de una colección de poesías, generalmente breves, escritas en épocas diferentes, aunque con una nota común: la exaltación del patriotismo y la invocación de los personajes y símbolos del pasado nacional. La datación de las composiciones se extiende entre 1913 y 1934, habiendo sido algunas publicadas previamente en la revista Contemporânea en 1922. El libro se divide en tres partes: Brasão, Mar Português y O Encoberto. Pessoa se había definido a sí mismo como "un nacionalista místico, un sebastianista racional", y esta obra refleja un exasperado y épico idealismo.
El libro fue puesto a la venta significativamente el 1 de diciembre (fecha que conmemora el inicio de la Guerra de Restauración portuguesa), por lo que algunas lecturas de esta obra han abundado en la prevalencia de lo político sobre lo literario, siendo así que la obra además obtuvo el Premio Antero de Quental otorgado por el Secretariado de Propaganda Nacional del Estado Novo. No obstante, Mensagem queda también como una obra de introspección subjetiva que ejemplifica de forma singular al Pessoa ortónimo, lúcido y escéptico.